# Geschiedenis van St. Pölten
Dit artikel geeft een overzicht van de geschiedenis van Sankt Pölten, de oudste stad of een van de oudste steden van Oostenrijk.

## Prehistorie
De eerste menselijke nederzetting in het gebied van het huidige St. Pölten vond in het neolithicum plaats. Uit deze tijd zijn in het stadsdeel Pottenbrunn vondsten van keramiek en stenen werktuigen gedaan. Ook in de bronstijd en in de Hallstatt-periode woonden hier mensen. In de zevende en zesde eeuw voor Christus woonden er Illyriërs, waar ook enkele vondsten van zijn.
Van de Kelten zijn geen vondsten gedaan. Maar de oudste vorm van de naam van de rivier de Traisen is Tragisa, wat een Keltisch woord is voor 'snelstromende'. Ook "Cetium" komt van het Keltische woord "keto", dat "hout" of "bos" betekent.

## Oudheid

### Municipium Aelium Cetium (2e-4e eeuw)
De oude binnenstad van Sankt Pölten bevindt zich op de plek waar van de 2e tot de 4e eeuw de Romeinse stad Municipium Aelium Cetium lag. Deze plaats werd door Aelius Hadrianus tot stad verheven, die ook zijn naam aan de stad gaf. De naam Cetius gaat terug op de Griekse naam "ketion horos", in het Latijn "Cetius mons". Met deze naam benoemde Ptolemaeus het Wienerwald, mogelijk inclusief het Dunkelsteinerwald. Aelium Cetium was een van de drie steden ten zuiden van de limes aan de Donau in Noricum, naast Ovilava (Wels) en Lauriacum (Lorch, tegenwoordig een deel van Enns). Municipium Aelium Cetium wordt genoemd in de Romeinse reisgids Itinerarium Antonini.

### Christenvervolging
In de vierde eeuw werd Favianae of Favianis (Mautern) belangrijker dan Aelium Cetium. Mogelijk was Aelium Cetium toen verwoest. Aelium Cetium wordt nog genoemd in de beschrijving van het lijden van de martelaar Florianus van Noricum. Deze was de hoogste ambtenaar (ex principe officii praesidis) onder de stadhouder van Noricum ripens in Ovilava (Wels), maar hij werd in 303 ontslagen, omdat hij christen was en weigerde een offer aan de Romeinse goden te brengen. In 303 had de Romeinse keizer Diocletianus verordend om christelijke ambtenaren te ontslaan. Florianus werd verbannen naar het verafgelegen Aelium Cetium, waar mogelijk een christengemeenschap was. In 304 ging hij ondanks zijn verbanning naar Lauriacum (Lorch, Enns) om de christenen tegen wie een proces was aangespannen bij te staan. Daar werd hij op bevel van Romeinse stadhouder Aquilinus gearresteerd en samen met andere christenen ter dood veroordeeld. Op 4 mei 304 werd hij verdronken in de Enns met een molensteen om de hals. In 308 werd bij de Keizersconferentie van Carnuntum het christendom weer toegestaan in het Romeinse Rijk. Aelium Cetium wordt in de levensbeschrijving van Severinus, die in de vijfde eeuw leefde, niet meer genoemd.

### Einde Romeinse tijd (5e eeuw)
In 488 trokken de Romeinen weg uit Noricum ripens. Het is niet bekend of er nog mensen in Aelium Cetium bleven wonen. Er zijn in St. Pölten geen sporen gevonden van volkeren uit de 5e tot 8e eeuw. Wel woonden er in het midden van de zesde eeuw in de buurt van St. Pölten, in het zuidoosten van het Dunkelsteinerwald Bajuwaren, die uit het oosten waren gekomen. Dit valt af te leiden van plaatsnamen die op -ing eindigen (bijvoorbeeld Neidling en Afing), wat Bajuvaars is. Iets later woonden er ook Slaven, die vermoedelijk als onderworpen volk met de Avaren waren meegekomen. Er zijn in de omgeving van St. Pölten ook plaatsnamen en rivieren die Slavisch van oorsprong zijn, zoals Perschling, Sierning, Pielach en Böheimkirchen.

## Middeleeuwen

### Overwinning van Karel de Grote op de Avaren (8e eeuw)
Voor de kruistochten van Karel de Grote tegen de Avaren (791-797) heette het land ten oosten van de rivier de Enns, het huidige Neder-Oostenrijk, het land van de Avaren. Na de kruistocht, waarbij geen veldslag plaatsvond, omdat de Avaren het leger van Karel de Grote, bestaande uit Beieren, Franken, Friezen en Saksen niet durfden aan te vallen, kwam dit gebied bij het rijk van Karel de Grote. Het verlies aan de kant van Karel de Grote was beperkt tot negen tiende deel van de paarden die door een infectieziekte werden geveld.
In 799 werd de stad als Treisma of Traisma vermeld, naar de rivier de Traisma (Traisen). Later werd de plaats vernoemd naar de heilige Hippolytus, van wiens naam Pölten een verbastering is.
Rond 800 werd hier, bovenop de resten van Aelium Cetium, het benedictijnenklooster Hippolyt gesticht als dochter van de abdij van Tegernsee in Zuid-Beieren en bevolkt vanuit Tegernsee. Sint-Hippolytus werd in dit klooster herbegraven en daarom is dit klooster naar hem genoemd. Waarschijnlijk kreeg Tegernsee dit klooster als beloning voor de deelname aan de strijd tegen de Avaren. Het was het oudste middeleeuwse klooster van Neder-Oostenrijk. Tot de late middeleeuwen was het klooster Hippolyt met zijn bezittingen eigendom van het bisdom Passau. St.-Hippolyt stond wel nog op twee middeleeuwse lijsten van verloren gegane voormalige bezittingen van het benedictijnenklooster Tegernsee.
In 1050 kreeg St. Pölten marktrecht.

### Augustijns klooster
In 1081 werd het benedictijnse klooster door de bisschop van Passau veranderd in een klooster van augustijner koorheren (kanunniken). De benedictijnen werden uit het klooster gezet en probeerden nog zonder succes het klooster met geweld te heroveren.

### Stadsrecht (12e eeuw)
Op 10 mei 1159 verleende Koenraad van Babenberg, toen bisschop van Passau, stadsrecht aan St. Pölten. Daarmee kan St. Pölten zich de oudste middeleeuwse stad van Oostenrijk noemen, hoewel dat niet onomstreden is.

### Economische activiteiten in de middeleeuwen
In de twaalfde eeuw waren er lakenwevers in St. Pölten actief, die roodgekleurd, grofgeweven textiel produceerden, dat in het toenmalige Duits das Pöltinger Tuch genoemd werd. Dit werd verhandeld door handelaren uit Wilhelmsburg, Kilb, Loosdorf, Pöchlarn, Melk en Ybbs en in St. Pölten en op de Weense markt verkocht. Als lokale maat werd de Pöltinger Metzen ingevoerd. Er was een beroepsmatige geldwisselaar.

### Stadsmuur (13e eeuw)
In de dertiende eeuw werd St. Pölten versterkt met een stadsmuur.

### Pogroms
Rond 1300 wordt melding gemaakt van Joden in St. Pölten. Joden hadden meestal als beroep het verstrekken van krediet tegen rente. In 1306 en 1338 ("de pogrom van Pulkau") waren er in diverse steden in Neder-Oostenrijk, waaronder St. Pölten, pogroms tegen Joden. De beschuldiging luidde "hostieschennis" ("Hostienfrevel").

### Eerste jaarmarkt (1338)
In augustus 1338 mocht St. Pölten in augustus vier weken rond de feestdag van St.-Hypolytus op 13 augustus een jaarmarkt houden.

### Wiener Gesera (1420/1421)
In 1420 werden de Joden in het hertogdom Oostenrijk (tegenwoordig Opper- en Neder-Oostenrijk en Wenen) opnieuw beschuldigd van hostieschennis, maar dit keer ook van steun aan de Hussieten. In 1420 vaardigde hertog Albrecht V een edict uit om de Joden van 17 steden in het hertogdom Oostenrijk gevangen te nemen. De belangrijkste steden in Neder-Oostenrijk waren Wenen, Krems en Wiener Neustadt. St. Pölten wordt niet bij die 17 steden genoemd, Herzogenburg ten noorden van St. Pölten wel. Joden zonder vermogen moesten per kano het hertogdom via de Donau verlaten. Vermogende Joden werden langer vastgehouden en in 1421 veroordeelde Albrecht V in Wenen zelfs ruim tweehonderd Joden tot de brandstapel. Deze gebeurtenissen staan bekend onder de naam "Wiener Gesera".

### Tweede jaarmarkt (1451)
In 1451 werd de tweede jaarmarkt gehouden. Op jaarmarkten werden producten van verderaf gelegen gebieden verkocht. De jaarmarkt was belangrijk voor St. Pölten, maar niet zo belangrijk als de jaarmarkten van Linz en Krems.

### Grote Stadsbrand (1474)
In 1474 brandde bijna de hele stad, die grotendeels uit houten huizen bestond, af. Alleen de Lederergasse en het klooster van de franciscanen bleef de brand bespaard.

## Hongaarse tijd (1481-1490)
In 1481 koos St. Pölten voor de benoeming van Friedrich Mauerkircher, de bisschop van Passau, die de keizer en de paus tegen zich had. Friedrich Mauerkircher verpandde uit geldgebrek de stad aan de Hongaarse koning Matthias Corvinus. Deze maakte de stad tot steunpunt in de oorlog tegen Frederik III.

## Habsburgse tijd (1490-1918)
Maximiliaan I verdreef de Hongaarse koning in 1490 en eiste bij de vrede van Pressburg van 1491 St. Pölten op als krijgsbuit. Hij gaf het niet terug aan het bisdom van Passau, dat er ook aanspraak op deed.

### Papiermolen
In 1496 werd in Stattersdorf aan de rivier de Traisen de eerste papiermolen van Oostenrijk gebouwd ("Die Untere Papiermühle an der Traisen"). Stattersdorf was toen overigens nog geen deel van St. Pölten.

### Tweede grote brand (1512)
In 1512 brandde weer een groot gedeelte van de stad uit. De brand zou door Venetiaanse huursoldaten zijn gesticht, die geen salaris hadden ontvangen. Dit leidde tot omvangrijke maatregelen van de regering. De tweede toren van de kloosterkerk, de latere domkerk, brandde af en werd niet meer op de oude hoogte herbouwd, maar alleen ter hoogte van het dak afgedekt.

### Eerste Ottomaanse invasie (1529)
In 1529 hielp de stadsmuur St. Pölten te verdedigen tegen het Ottomaanse leger van Süleyman I.

### Reformatie
In 1544 waren er in het augustijnenklooster nog slechts tien geestelijken. In 1550 kon het klooster niet zelf voor een predikant zorgen in de kerk. Geleidelijk aan werd er in de abdijkerk door lutherse predikanten gepreekt. De adellijken in de omgeving gingen over op het lutheranisme. Rond 1560 was een groot deel van de bevolking luthers geworden. In 1563 werd een protestant, Martin Zandt, stadsrechter. In 1568 stond keizer Maximiliaan II in 1568 godsdienstvrijheid toe aan de hogere standen. Deze vrijheid gold toen echter niet voor de steden.

### Contrareformatie
In 1573 liet de nieuwe proost Georg Huber, die niet achter "de nieuwe leer" stond, de kerk sluiten. 's Nachts werd door raadsleden onder leiding van de stadsrechter Martin Zandt de kerkdeur opengebroken. Als gevolg daarvan werd de predikant door de keizer weggestuurd en werd de stadsrechter gearresteerd en uit zijn ambten gezet. Tijdens de contrareformatie moesten nieuwe burgers die in St. Pölten wilden gaan wonen de katholieke geloofsbelijdenis afleggen. In 1589 kreeg een radicale protestantse groep toch de meerderheid in de raad.

### Boerenoorlog
In 1595 brak er in het westen van Neder-Oostenrijk een boerenoorlog uit. St. Pölten werd belegerd, maar bleef trouw aan de Habsburgers en sloot zich niet aan bij de opstand. Keizerlijke troepen verdreven de boeren en 29 leiders werden uitgeleverd. Eén leider van de boeren, Haller, werd doodgeschoten en één leider, de leraar Steinhausen, pleegde zelfmoord. Vier boerenleiders werden vier weken later op gruwelijke wijze terechtgesteld. De Vlaming Joris Hoefnagel maakte een gravure waarop de stad St. Pölten te zien is met de opgestelde galgen op de voorgrond. Deze gravure verscheen in 1617 in het stedenboek van Braun.

### Meer maatregelen van de Contrareformatie
Vanaf 1603 moesten de handelingen van de gemeenteraad in overeenstemming met de wil van de vorst van het aartshertogdom zijn. In 1603 kwam de bisschop van Wiener Neustadt Melchior Khlesl persoonlijk naar St. Pölten en verplichtte de burgers te zweren om de missen in de nu weer katholieke stadskerk te bezoeken. In 1623 werden er in het kader van de contrareformatie jezuïeten naar de stad gehaald. In dat jaar moesten ook 25 families die weigerden katholiek te worden St. Pölten en Oostenrijk verlaten.

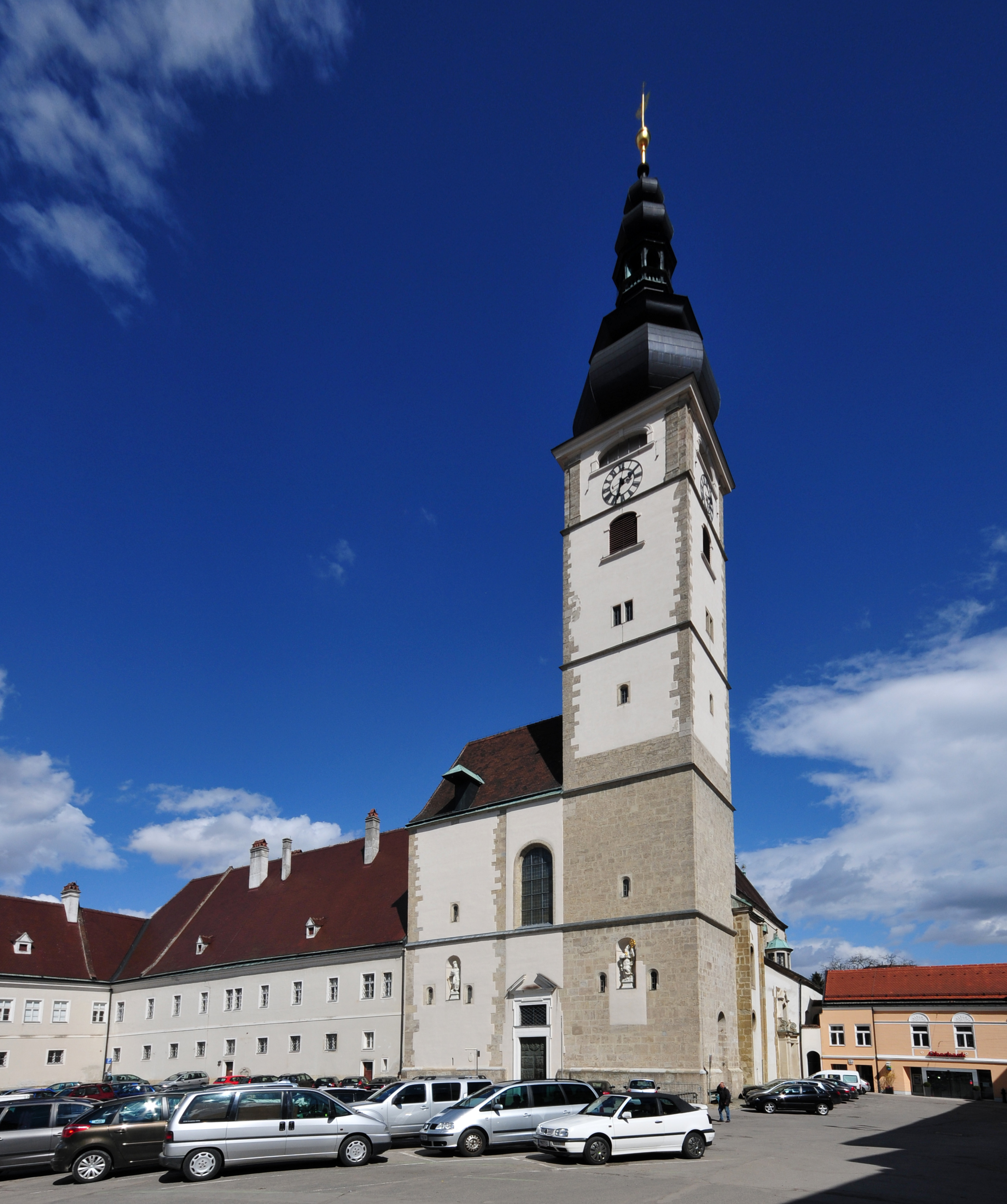
De Dom van Sankt Pölten

Rond het begin van de 17e eeuw waren er nieuwe Joodse gemeenschappen in Oostenrijk beneden de Enns ontstaan (Nederoostenrijk en Wenen), maar er was geen Joodse gemeente in St. Pölten. In 1670 moesten de Joden Oostenrijk beneden de Enns verlaten. Joodse handelaren hadden daarna een reisbrief nodig om door Neder-Oostenrijk te reizen.

### Branden
Op 23 april 1621, stak een afdeling van huursoldaten van het keizerlijke leger die de kost werd ontzegd uit wraak twee schuren in brand. De brand sloeg over op andere huizen en verwoestte een groot deel van de stad. In 1657 brandden 30 huizen in het kloosterkwartier af, in 1669 brandden 33 huizen van het markt- en houtkwartier af en 1677 werden 139 huizen door een brand getroffen, waaronder het stadhuis.

### Tweede Ottomaanse invasie (1683)
In 1683 hielp de stadsmuur opnieuw bij de verdediging tegen de voorhoede van het Ottomaanse leger. St. Pölten zelf werd niet aangevallen. De omgeving werd wel geplunderd en er werden mensen gevangengenomen. Tegelijkertijd werd Wenen belegerd. De Poolse koning Sobieski en andere bondgenoten van Oostenrijk hielpen Wenen te ontzetten en het leger van het Ottomaanse rijk terug te dringen naar Servië.

### Centrum van de barok
Oostenrijk werd zo een grote Europese mogendheid en om die status zichtbaarder te maken besloot men de steden te verfraaien en werd St. Pölten een centrum van de barokke kunst in het westen van Neder-Oostenrijk door de bouw en verbouwingen van de Jakob Prandtauer en Josef Munggenast.

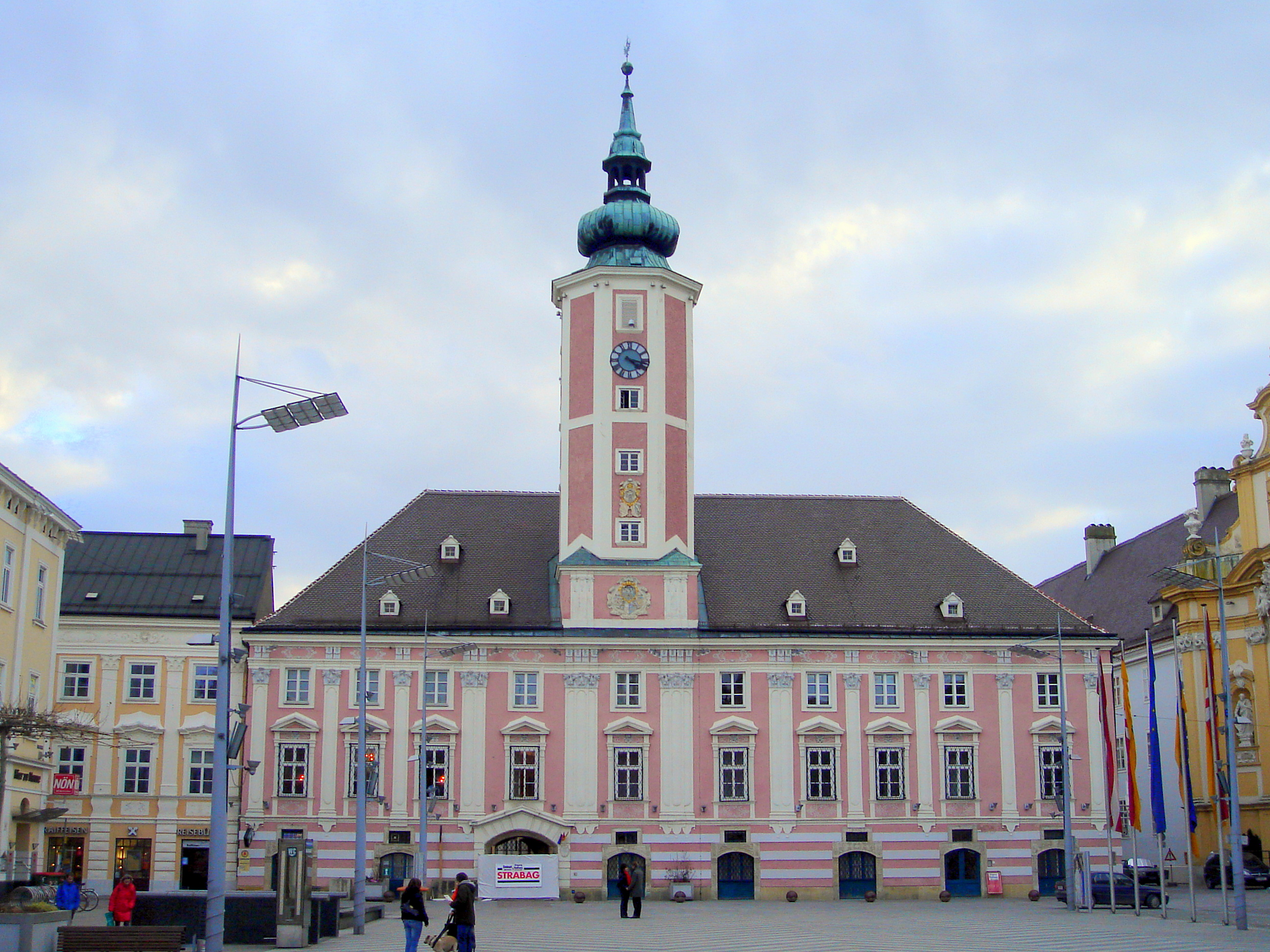
Het stadhuis van Sankt Pölten, in het oude centrum

### Nieuwe kloosterordes (18e eeuw)
In 1709 vestigden de officieuze kloosterorde van de "Englische Fräulein", dat voor het eerst onderwijs aan meisjes gaf, en die van de karmelietessen zich in St. Pölten.

### Oostenrijkse Successieoorlog
In oktober 1741, in de Oostenrijkse Successieoorlog, bezetten Franse en Beierse troepen onder bevel van de keurvorst Karel Albrecht St. Pölten zestien dagen lang. In elk huis werden tot wel 100 soldaten gelegerd.

### Josefinische hervormingen op religieus gebied
Tijdens de hervormingen van keizer Jozef II werden vier van de zes kloosterordes in St. Pölten opgeheven. In 1773 werd de Sociëteit van de Jezuïeten door paus Clemens XIV opgeheven en tussen 1782 en 1784 werden achtereenvolgens de kloosters van de karmelietessen, die toen 19 nonnen telde, die van de karmelieten, die toen 15 ingezetenen had en ten slotte die van de augustijnse koorheren opgeheven. Alleen das Institut der Englische Fräulein en het klooster van de franciscanen bleven (voorlopig) bestaan in St. Pölten. In 1785 werd het bisdom van Wiener Neustadt opgeheven en het bisdom Sankt Pölten opgericht. Keizer Jozef II had bereikt dat de parochies van het westen van Neder-Oostenrijk overgingen van het bisdom Passau naar het nieuwe bisdom Sankt Pölten. De abdijkerk van het augustijnenklooster werd de dom van het nieuwe bisdom en de gebouwen van het augustijnenklooster werd het bisschoppelijk paleis. De laatste bisschop van Wiener Neustadt, de in Limburg geboren Henricus Kerens, werd de eerste bisschop van St. Pölten. De Duitse keizer Jozef II voerde verder algemene godsdienstvrijheid in en schafte de horigheid af.

### Garnizoensstad
In 1787 werd St. Pölten garnizoensstad. Toen trok het regiment "Pelegrini 49" in het lege klooster van de karmelietessen. Voor de verzorging van de soldaten werd de kerk gebruikt.

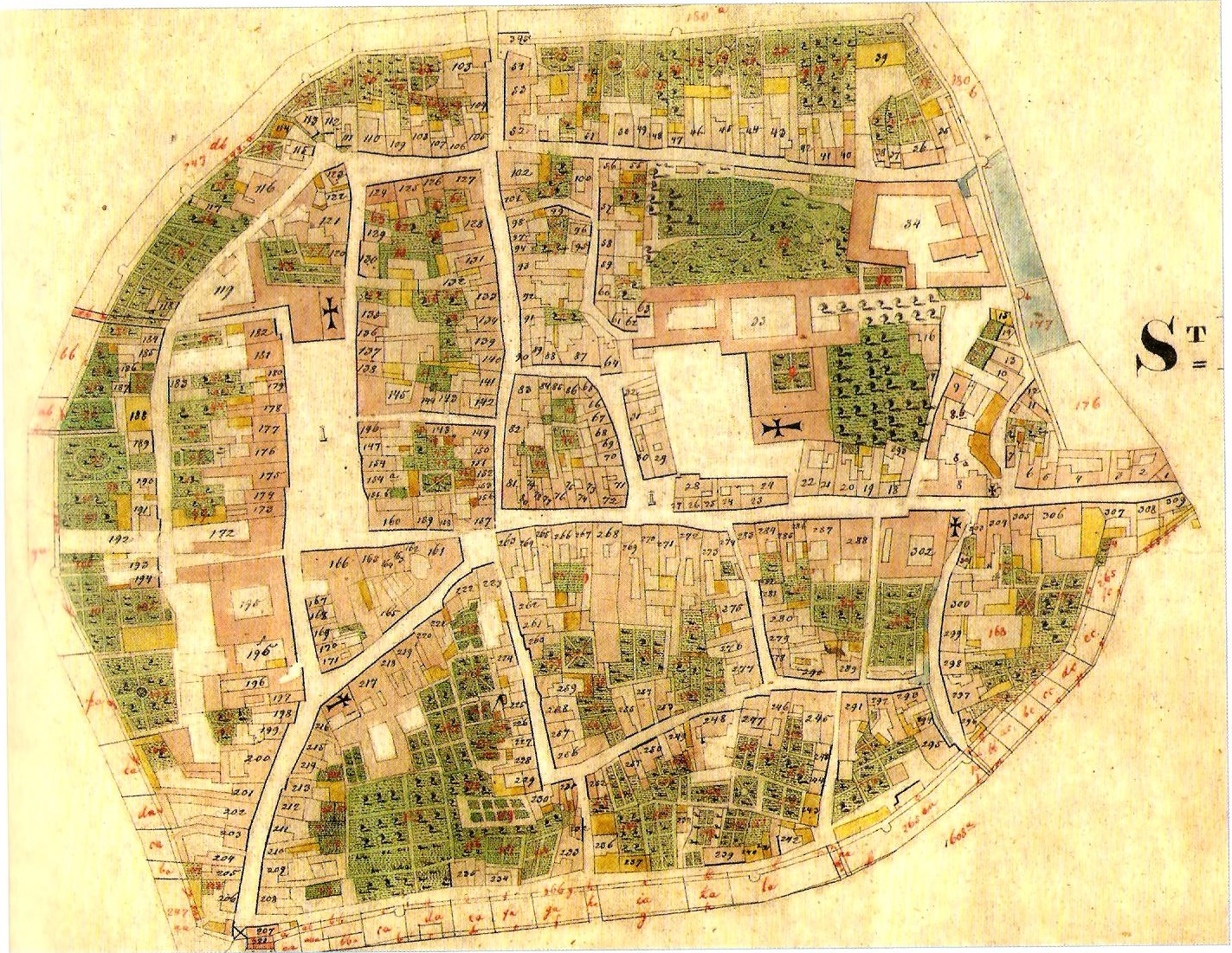
St. Pölten volgens het Oostenrijkse kadaster van 1821, met stadsmuur.

### Napoleontische oorlog (19e eeuw)
Op 11 november 1805 werd de stad voor het eerst door Napoleon I ingenomen. De Franse troepen wilden geld en horloges en namen wijn en paarden in beslag. Napoleon bleef er twee dagen en rukte daarna verder op naar Wenen. In mei 1809 werd de stad opnieuw bezet door Franse troepen, die nu langer bleven. Napoleon gebruikte het bisschoppelijke paleis als zijn kwartier, de rest van de stad was ook vol ingekwartierde soldaten. Wapens werden ingevorderd en er werd een gendarmerie gevormd. Er brak een epidemie uit waardoor 37 % van de pasgeborenen overleed. Een schilderij uit die tijd toont de Franse maarschalk Lannes bij de "Englische Fräulein". Jean Lannes bezette op 6 mei 1809 het "Institut der Englische Fräulein" en trad tevens als beschermheer op, wat het klooster beschermde tegen plunderingen.

### Stemrecht (1848)
In 1848 moesten de mensen uit St. Pölten voor het eerst stemmen en ook meteen voor drie zaken, namelijk voor het Frankfurter Parlement, voor de Neder-Oostenrijkse provinciale landdag en voor de constitutionele Rijksdag. Na de revolutie van 1848 konden personen uit andere delen van Oostenrijk-Hongarije, bijvoorbeeld personen uit Bohemen of Moravië zich overal in Oostenrijk-Hongarije vestigen. Er ontstond in St. Pölten ook een Joodse gemeente van Duitstalige Joden die uit Bohemen, Moravië of Hongarije naar Neder-Oostenrijk gekomen waren. In de katoenfabriek van Nathan Wiener kwam in 1851 een gebedsruimte.

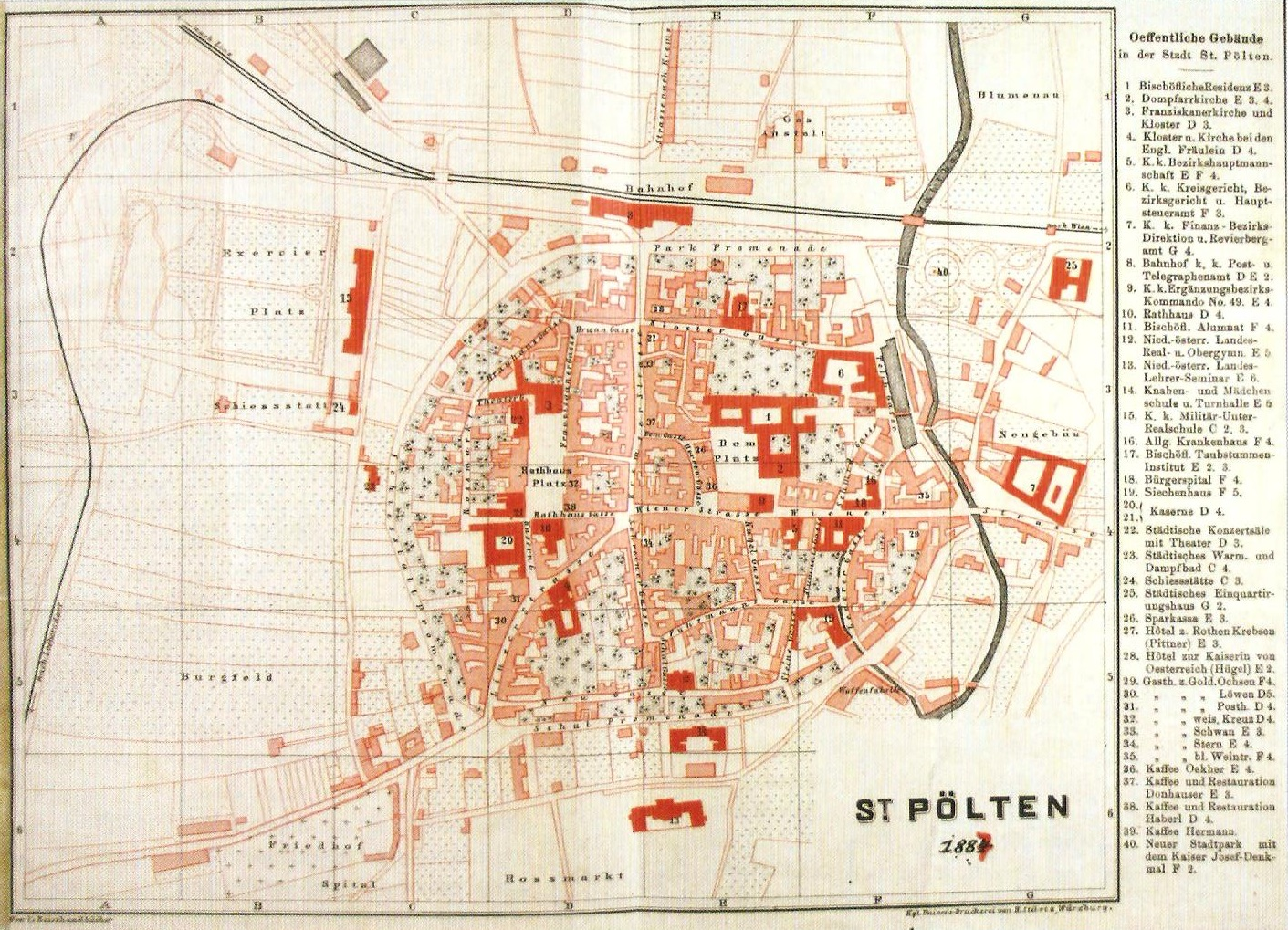
St. Pölten in 1887 met de promenades i.p.v. de stadsmuur

### Moderniseringen
In 1858 werd de Kaiserin-Elisabeth-Bahn geopend, later Westbahn genoemd. Dit trok bedrijven en mensen aan, waardoor St. Pölten groeide. In 1858 had het een klein stationnetje, in 1860 werd het eerste grote station geopend. De stadsmuur en zijn torens werden gesloopt en de gracht om de stad gedempt. Op de plaats van de stadsmuur kwam een ringweg, de promenades.

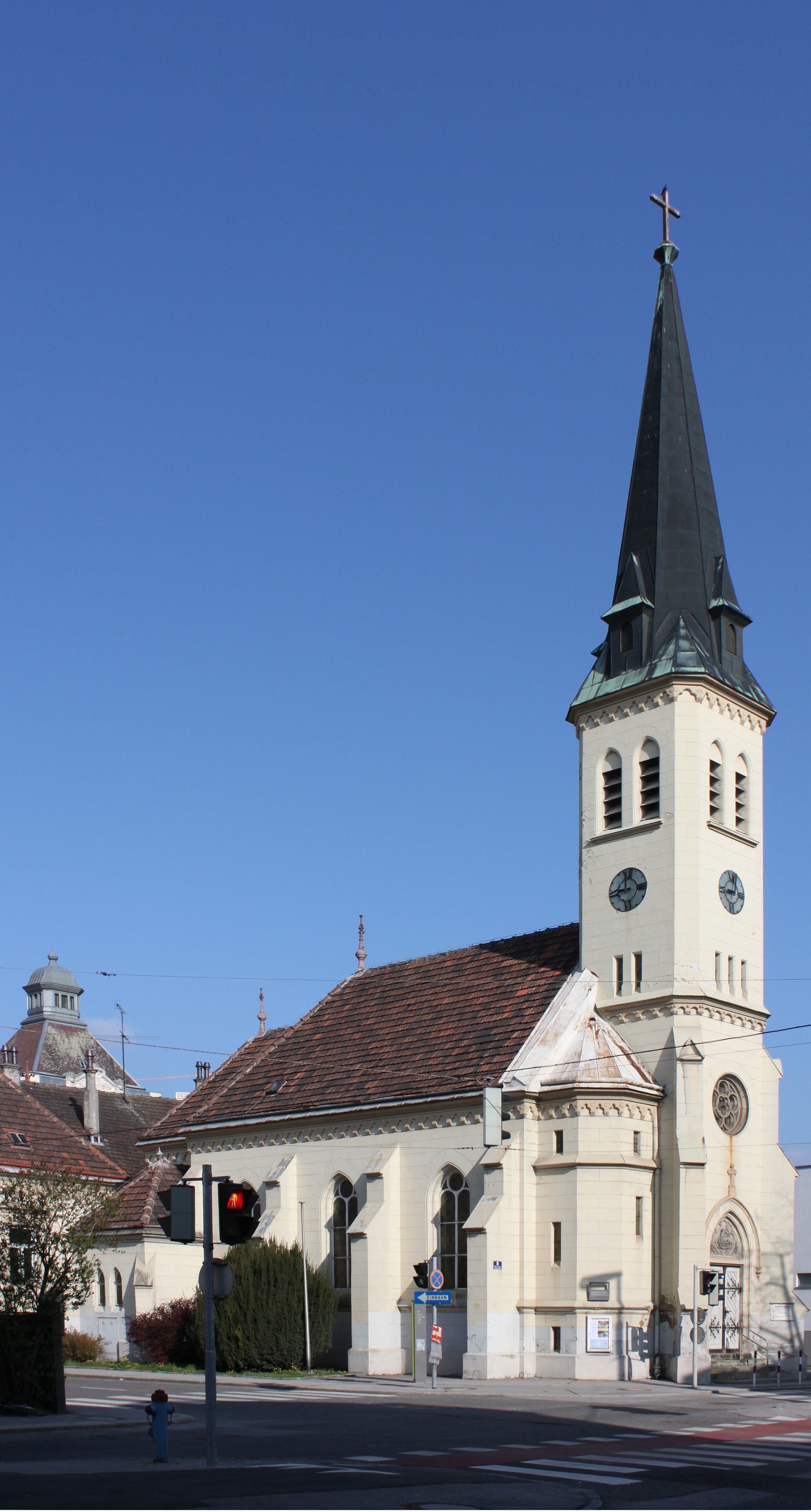
De lutherse kerk van St. Pölten

### Bouw van een Lutherse kerk
Aan het eind van de negentiende eeuw liet de Lutherse gemeente van St. Pölten een kerk in gotische stijl bouwen.

### Industrie
In de tweede helft van de 19e eeuw veranderden de molens aan de werkbeken in Harland, Stattersdorf, Wagram en Viehofen in fabrieken.
In 1870 breidde de firma Leopold Gasser, die sinds 1862 in Wenen revolvers en later ook geweren produceerde, uit met een vestiging in St. Pölten. Hiervoor werd de katoenfabriek van Nathan Wiener gekocht en omgebouwd. Rond 1900 was de firma Gasser met driehonderd arbeiders de grootste werkgever van St. Pölten. Er waren ook andere bedrijven zoals Josef Benker (kaarsen en zeep) of Schüller.
Vanaf 1903 kwamen er onder burgemeester Wilhelm Voelkl andere grote bedrijven naar St. Pölten zoals de machinefabriek Voith, Glanzstoff, de spoorwegwerkplaats en de papierfabriek Salzer. De papierfabriek staat op de plaats van een papiermolen uit 1479 ("Die Obere Papiermühle an der Traisen"), die in 1798 in eigendom van de familie Salzer kwam.

### Bouw van een synagoge

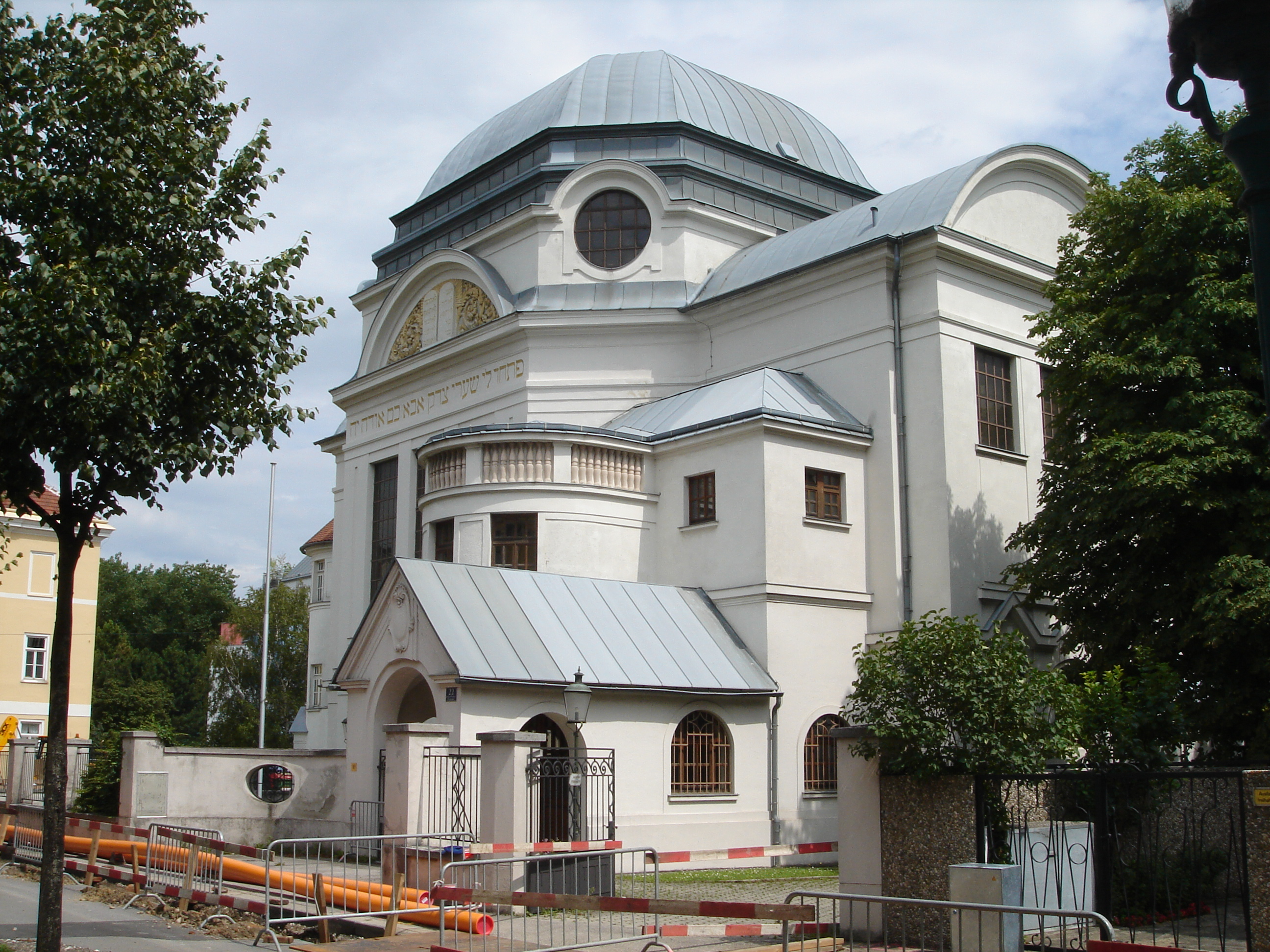
De tussen 1980 en 1984 gerestaureerde voormalige synagoge van St. Pölten

In 1912-1913 bouwde de Israëlitische gemeente van St. Pölten een synagoge in jugendstil. Het verving een tot synagoge omgebouwd gedeelte van een fabrieksgebouw van de wapenfabriek Gasser, dat tientallen jaren als gebedsruimte had gediend. De architecten van de nieuwe synagoge waren Viktor Postelberg en Theodor Schreier Behalve Sankt Pölten hoorden ook de districten St. Pöltner Land en Lilienfeld en de gerechtsdistricten Melk, Neulengbach en Purkersdorf bij de gemeente.

### Dienstplicht
Tijdens de Eerste Wereldoorlog (1914-1918) moesten dienstplichtige Oostenrijkse mannen in het keizerlijke Oostenrijkse leger en wat oudere mannen bij de Landwehr dienen. Diverse regimenten waren in St. Pölten gestationeerd, zoals een regiment van de landweer (Landwehr), en verder de Kopaljäger, de Hessen, de Landsturm en een telegraafregiment.
Na het uitbreken van de oorlog met Italië werd een deel van de torpedofabriek van Whitehead in de havenstad Fiume (toen Hongaars, nu Kroatisch) naar het noorden van St. Pölten verplaatst.

## Eerste Republiek Oostenrijk (1918-1938)
Na de Eerste Wereldoorlog lukte het de fabriek van Whitehead niet goed om over te schakelen op de vredeseconomie en werd de productie gestopt.

### Stadsuitbreiding en statuut
In 1922 werd de gemeente vergroot met de buurgemeenten Spratzern met Teufelhof (in het zuiden), Viehofen (in het noorden) en Wagram (ten oosten van de Traisen). Op 22 februari 1922 kreeg St. Pölten een statuut.

### Economische crisis
In de jaren dertig van de 20e eeuw gingen een papierfabriek en andere bedrijven in St. Pölten failliet, waaronder de wapenfabriek van Leopold Gasser, en raakten veel mensen uit St. Pölten werkloos.

### Burgeroorlog
In 1929 en 1930 waren er grote optochten van de paramilitaire Republikanischer Schutzbund van de sociaaldemocraten en andersgezinde paramilitaire Wehrverbände. In februari 1934 waren er 's nachts diverse gevechten tussen de paramilitaire groepen. De sociaaldemocratische burgemeester Stefan Buger werd afgezet en de gemeenteraad ontbonden. Rechtse paramilitairen namen de leiding van de stad over. Dr. Heinrich Raab werd later burgemeester.

## Duitse bezetting (1938-1945)
Na het binnentrekken van Duitse troepen op 12 maart 1938 werden politieke tegenstanders van het nationaalsocialisme en verzetsgroepen vervolgd. Veel Oostenrijkse mannen die na de Anschluss de Duitse nationaliteit kregen werden opgeroepen voor de Duitse Wehrmacht. Actieve tegenstanders werden naar het concentratiekamp Dachau gebracht. Ook werden er mensen door de Gestapo gevangengezet en werden er mensen geëxecuteerd.

### Stadsuitbreiding
In 1938 werd St. Pölten in het noorden uitgebreid met de gemeentes Radlberg, Ratzersdorf en Stattersdorf en in het zuiden met industriedorp Harland en een paar kleine dorpjes. "Statutarstadt" (statutaire stad) werd veranderd in "kreisfreie Stadt", zoals zo'n stad in Duitsland genoemd werd (en nog wordt). Op 1 oktober 1938 kreeg St. Pölten een "Oberbürgermeister", maar de meeste invloed had het districtsbestuur van de NSDAP, de nazi-partij. Verwijzingen naar Oostenrijk moesten verdwijnen. De naam "Niederösterreich" (Neder-Oostenrijk) werd veranderd in "Reichsgau Niederdonau". Krems kreeg de status "Gauhauptstadt", maar het bestuur van "Niederdonau" bleef in Wenen gevestigd, omdat de bouw van nieuwe regeringsgebouwen gestaakt werd. Oostenrijk werd eerst "Land Österreich" genoemd, sinds 14 oktober 1938 "Ostmark", en sinds 1942 de "Donau und Alpengaue".

### Garnizoensstad voor de Wehrmacht (1938-1945)
In St. Pölten was in de nationaalsocialistische periode een garnizoen van de Wehrmacht gelegerd, er was een bestuurscentrum van de Wehrmacht, er werden Duitse reservisten opgeleid en er was een lazaret In 1939 werd in Markersdorf, een paar kilometer ten westen van St. Pölten een militair vliegveld aangelegd.

### Jodenvervolging
De Joden van St. Pölten, die een aanzienlijke rol in het zakenwezen van St. Pölten en ook wel in het culturele leven hadden gespeeld, werden uitgeschakeld. Veel Joden mochten hun beroep niet meer uitoefenen.
Er was sinds het midden van de negentiende eeuw een Joodse gemeente in St. Pölten die in 1938 ongeveer 1200 leden telde, waarvan vierhonderd leden in de stad zelf woonden en vier à vijfhonderd in de omgeving van St. Pölten.  De gemeente had één synagoge die op de Schulpromenade stond, die tegenwoordig de Dr.-Karl-Rennerpromenade heet.
In de nacht van 9 op 10 november 1938, tijdens de Kristallnacht, drong een aantal personen, vermoedelijk leden van de SS en de SA het Kantorhaus, het huis van de voorzanger naast de synagoge op nr. 12 in de Lederergasse binnen, sloegen daar ramen kapot en stichtten er brand. De brand kon toen wel geblust worden, maar op de 10 november 1938 werd overdag met name het interieur van de synagoge verder vernield door 300-400 mensen, die deels in burger gekleed waren. Ook werden de winkelruiten van de Joodse zaken Albert Leicht en Isidor Reiss kapotgeslagen. In Markersdorf werd de dorpswinkel van Karl Weinstein vernield en werd de eigenaar in elkaar geslagen. In de stad en omgeving werden 137 Joden tussen de 18 en 60 jaar vastgenomen, waaronder 57 Joodse jongeren van de jeugdalijah die in de omscholingskampen in Eichgraben en Thalheim woonden. Ze werden naar Wenen gebracht en voor een deel naar Dachau, waaruit je alleen met een uitreisvisum uitkwam. De Verenigde Staten waren bereid een aantal personen op te nemen. Zo kon een aantal personen voor eind 1938 emigreren, wat hun leven redde.
Op 11 november 1940 werden veel Joden uit hun huis verdreven. Ze moesten bij andere Joodse families intrekken, die daar totaal niet op voorbereid waren. De nationaalsocialistische oberbürgermeister Langer verbood daarna - zoals ook na agitatie van de Duitse minister van propaganda Joseph Goebbels elders in het Derde Rijk gebeurde - aan de Joden de toegang tot het Adolf-Hitler-Platz (zoals het Rathausplatz tijdens de Duitse bezetting heette), openbare parken, zwem- en sportinstellingen, vergaderingen, tentoonstellingen, concerten en elke soort amusement. Ook werd het Joden verboden om restaurants, cafés of ander horecagelegenheden te bezoeken.
De Joodse gemeente van St. Pölten telde in 1938 een paar verenigingen, zoals de begrafenisvereniging Chewra Kadischa, een vrouwelijke liefdadigheidsvereniging (sinds 1902), de turnvereniging Makkabi (sinds 1921), een zionistische wandelvereniging, sinds 1931 een afdeling van de revisionistisch-zionistische jeugdbeweging Betar (een soort padvinders) en sinds 1935 de "Ortgruppe St. Pölten des Bundes Jüdischer Frontsoldaten", een vereniging van veteranen uit de Eerste Wereldoorlog die in de laatste jaren van de eerste Republiek Oostenrijk verbonden was met het Vaterländische Front|
In 1938/9 werden alle Joodse verenigingen opgeheven en hun bezittingen door de nazi's in beslag genomen. Nazi's uit St. Pölten vernielden na de Anschluss grafstenen van de oude Joodse begraafplaats op het Pernerstorfer Platz en haalden de grafstenen weg. In 1943 en 1945 werden ook grafstenen van de nieuwe Joodse begraafplaats in de Karlstettnerstraße vernield.
De Gestapo stond erop dat de Joodse gemeente doorging met haar ambtelijke zaken, maar hoewel ze volgens het "Grundbuch", het Oostenrijkse kadaster, eigenaar van de synagoge en het "Kantorhaus" was, mocht ze er geen gebruik meer van maken. Wel moest de Joodse gemeente er belasting voor betalen. De SA gebruikte het "Kantorhaus" een paar jaar.
In 1940 moesten de Joden van St. Pölten gedwongen naar Wenen verhuizen, waar ze tot half mei 1940 de tijd voor kregen. In maart 1940 woonden er nog maar enkele Joden in St. Pölten. Op 28 juni 1940 werd de Joodse gemeente van St. Pölten door het Duitse ministerie van binnenlandse en culturele zaken opgeheven en bij de Joodse gemeente van Wenen gevoegd.
Tussen het voorjaar van 1941 en de herfst van 1942 werden de meeste Oostenrijkse Joden op transport gesteld naar Duitse concentratiekampen of Joodse getto's als Kielce. De meesten kwamen om het leven. Dat kwam door kou, honger, besmettelijke ziekten of doordat ze vermoord werden. Achttien Joden uit St. Pölten kwamen uiteindelijk in Auschwitz, waar ze vergast zijn. De meeste gedeporteerden uit de regio St. Pölten zijn echter in 1942 bij de zogenoemde Aktion Reinhard in de vernietigingskampen Belzec, Sobibor of Treblinka om het leven gekomen. Men schat dat vierhonderd Joden uit St. Pölten en omgeving om het leven gekomen zijn. 480 Joden lukte het naar het buitenland te vluchten. Na 1945 keerden slechts enkele gevluchte Joden weer terug naar St. Pölten. Er zijn drie gevallen bekend van Joden die tijdens de Duitse bezetting in St. Pölten ondergedoken waren en een paar gevallen van Joden die de nazitijd overleefden, doordat ze met een niet-Joodse partner getrouwd waren, bij elkaar tien personen.

### Terugdringen van de invloed van de Katholieke Kerk
Tijdens de Duitse bezetting werd de invloed van de Katholieke Kerk teruggebracht. Zo mochten de nonnen van de eeuwenoude meisjesschool "das Institut der Englische Fräulein" tot 1945 geen les meer geven in hun school, die nu "Oberschule für Mädchen" heette. Het gymnasium werd veranderd in de jongensschool "Oberschule für Jungen". Het werd ook aangemoedigd om uit de kerk te treden.

### Dwangarbeiders
De grotere bedrijven in St. Pölten werden voor de oorlogsindustrie ingeschakeld. Glanzstoff, de grootste fabriek van St. Pölten produceerde bijvoorbeeld kunstvezels, waarvan o.a. parachutes gemaakt werden. Het werk werd voor een groot deel door vrouwen gedaan, een groot deel van de mannelijke beroepsbevolking was immers in Duitse krijgsdienst, maar er werden ook dwangarbeiders ingezet. In de voormalige synagoge van St. Pölten werden in 1942 Russische civiele arbeiders gehuisvest.
In Hongarije werden, nadat de Wehrmacht in maart 1944 dat land bezet had, Joden massaal gevangengenomen. De meesten zijn direct naar Auschwitz gedeporteerd, maar er zijn ook gevangenen naar het bezette Oostenrijk gebracht. In de Viehofenerau in het stadsdeel Viehofen, dicht bij de rivier de Traisen, kwam een werkkamp waar Hongaars Joodse en niet-Joodse dwangarbeiders te werk werden gesteld. Het dagboek van Margareta Balog, die met haar familieleden tot april 1945 in dat kamp gevangen zat, vertelt over haar ervaringen daar.
St. Pöltner Traisen Wasserverband had voor werkzaamheden in de rivier de Traisen Hongaarse dwangarbeiders aangevraagd. In de Viehofenerau werd daarvoor in het voorjaar van 1944 een kamp met acht kleine barakken gebouwd, omheind door prikkeldraad, waarin aanvankelijk 126 en uiteindelijk 180 honderd Joodse en niet-Joodse dwangarbeiders uit Hongarije gevangen gehouden werden. Ze moesten werkzaamheden in de rivier de Traisen verrichten, zoals het bouwen van dammen. Ze kregen echter zeer weinig te eten, per dag slechts veertien broden voor 180 gevangenen, terwijl de herten in de buurt wel goed gevoerd werden. Soms legden bewoners uit St. Pölten wel aardappels in het gras, om de gevangenen te helpen. Minstens acht personen kwamen in het kamp om het leven. Op pogingen tot vluchten stond de doodstraf, maar sommigen probeerden het toch, waarna er niets meer van ze is gehoord. In april 1945, vertrok de kampcommandant en was de poort van het kamp een dag niet op slot. Ernst Balog, die als kamparts contact met een oude studiegenoot in het ziekenhuis van St. Pölten had kunnen leggen, vluchtte op die dag met zijn vrouw, twee dochters en zijn moeder naar het ziekenhuis. Zijn oude studiegenoot zei dat ze zich een paar dagen in een kamer met niet-ontsmette kleding in het ziekenhuis van St. Pölten konden verstoppen, waar de SS-soldaten niet durfden te zoeken vanwege het besmettingsgevaar met tyfus. Toen Russische soldaten het ziekenhuis hadden overgenomen, waarschuwde een zuster die de familie Balog een paar dagen eten had gegeven dat ze weer uit de kamer konden komen. Ernst Balog werd als ervaren chirurg meteen gevraagd om gewonde Russische en Duitse soldaten te opereren.
Met de achterblijvers in het werkkamp in de Viehofenerau is het minder goed afgelopen. Kort na de vlucht van de familie Balog uit het kamp kwamen SS'ers het werkkamp binnen en schoten daar oudere, zwakke en zieke gevangenen dood. De overigen moesten op dodenmars richting Mauthausen lopen, waar de meesten waarschijnlijk niet aangekomen zijn. De doden uit het kamp en de dodenmars zijn niet teruggevonden. Op de plaats waar het kamp was ligt sinds de jaren '60 een meer.

### Bombardementen en de grondoorlog bij St. Pölten
Op 26 juni 1944, werd St. Pölten voor de eerste keer gebombardeerd door de luchtmacht van de Sovjet-Unie. Later volgden nog negen andere bombardementen. Vooral het station en de omgeving eromheen waren vaak het doelwit van de aanvallen. Op 13 april 1945 was een onderdeel van het Rode Leger van de Sovjet-Unie, het Derde Oekraïense Front, onder commando van maarschalk Tolboechin, St. Pölten genaderd en bestookte het met artillerie. Een SS-divisie had zich ten zuiden van St. Pölten teruggetrokken. In de nacht van 14 op 15 april 1945, werd St. Pölten door het Derde Oekraïense Front ingenomen. Het stuitte daarbij op niet zo'n grote weerstand van Duitse troepen. Toch werd er in de buurt van de begraafplaats in het westen van de stad nog dagenlang gevochten. Op 27 april 1945 hielden de gevechten aan het Duits-Russische front ten zuiden van de Donau op.
Tijdens de bombardementen waren 591 burgers om het leven gekomen: 345 mannen, 78 vrouwen en 29 kinderen uit St. Pölten en 139 personen van buiten St. Pölten. Er was aan het einde van de Tweede Wereldoorlog bij 39% van de huizen schade, in totaal 1692 gebouwen: 17 huizen waren totaal verwoest en 366 huizen hadden zware schade. 212 woningen waren geheel verwoest, 1216 zwaar en 1324 licht beschadigd.

## Na WO II
St. Pölten lag tot 1955 in de Russische bezettingszone. Na de inname stelden de Russen een Russische stadscommandant aan. Günther Benedikt (partijloos) werd voor korte tijd aangesteld als burgemeester. In mei 1945 werd deze vervangen door Frans Käfer (KPÖ) die in opdracht van de bezettingsmacht tot 1950 aanbleef. In St. Pölten was een sterk garnizoen van het Rode Leger gelegerd, waarvoor alle kazernes van St. Pölten en nog een paar gebouwen, waaronder het gebouw van de districtsrechtbank (Kreisgericht), gebruikt werden. Er werden machines uit fabrieken naar de Sovjet-Unie vervoerd, maar toen bleek dat de bezetting wel enige tijd zou duren werden de grote bedrijven Voithwerke en de Glanzstoff-fabriek onder Russisch bestuur gesteld ("USIA").
Tijdens de Russische bezetting werden mensen door soldaten van het Rode Leger naar strafkampen in Siberië gebracht. Er vonden de eerste maanden van de bezetting regelmatig plunderingen en verkrachtingen plaats. Verder was er honger. 60 % van de kinderen was ondervoed en er kwamen gevallen voor van honger-oedeem.
In 1948 werd begonnen met de wederopbouw van de verwoeste gebouwen. In 1955 waren de meeste gebouwen hersteld.
In 1950 waren er gemeenteraadsverkiezingen.
De Russische bezetting eindigde in 1955.